# Peter Decker (Jazzmusiker)
Peter Decker (* 28. August 1957 in Ottweiler; † 8. April 2003 in Saarbrücken) war ein deutscher Jazzmusiker (Tenor- und Sopransaxophon, Komposition).

## Leben und Wirken
Decker, der zunächst als Elektriker und Bergmann arbeitete, erhielt früh Unterricht auf Klarinette und Saxophon. Er besuchte zahlreiche Jazz-Workshops, u. a. von Jamey Aebersold und David Liebman. In den 1980er Jahren kam es zur Gründung seiner ersten Combo „Jazz-tett“. Am Ende 1980er Jahre war er mit Christoph Mudrich, Florian Döling und Oliver Strauch Gründungsmitglied des saarländischen Jazz-Quartetts „Re-bop“, mit dem er erfolgreich tourte. Er arbeitete (im Quartett von Oliver Strauch) zudem mit Lee Konitz (Album Friend Lee, 1996 bei Edition Collage). In den 1990er Jahren gründete er das Peter-Decker-Quartett, das 2002 das Album Timanfaya vorlegte und das er bis zu seinem Tod betrieb. Bei einem Auftritt in Saarbrücken entstand mit seinem Quartett und August-Wilhelm Scheer das Album Jazz live with Friends (2001). Auch spielte er im Duo mit Frank Wunsch (postumes Album Taro 2005 bei Laika Records).
Nach Deckers Tod wurden 2003/04 erste Gedenkkonzerte, „The Music of Peter Decker“, in Zusammenarbeit mit dem Saarländischen Rundfunk veranstaltet; auch 2010 gab es Konzerte mit seinen Kompositionen und Arrangements.
Decker hatte als Dozent für Jazz-Saxophon einen Lehrauftrag an der Musikhochschule des Saarlandes.